# Christine Estabrook
Christine Estabrook (Erie, 13 settembre 1952) è un'attrice statunitense.

## Biografia
Ha recitato sia in televisione che al cinema. Negli ultimi tempi la si è vista in Desperate Housewives, nella parte di Martha Huber e sul grande schermo in Spider-Man 2, in quella della moglie di J. Jonah Jameson (J. K. Simmons). Ha fatto altre comparse anche in X-Files, Dharma & Greg, Six Feet Under, Settimo cielo, Veronica Mars e Bones. Viene scelta nel 2011 da Ryan Murphy per interpretare l'agente immobiliare Marcy nella prima stagione della serie horror antologica American Horror Story: Murder House. Nel 2015 torna a recitare per la quinta stagione della stessa serie, intitolata American Horror Story: Hotel.

## Filmografia

### Cinema
- Pink Floyd The Wall, regia di Alan Parker (1982)
- Una coppia quasi perfetta (Almost You), regia di Adam Brooks (1985)
- Seduzione pericolosa (Sea of Love), regia di Harold Becker (1989)
- A.A.A. Detective chiaroveggente offresi (Second Sight), regia di Joel Zwick (1989)
- Presunto innocente (Presumed Innocent), regia di Alan Pakula (1990)
- I soliti sospetti (The Usual Suspects), regia di Bryan Singer (1995)
- Chance, regia di Amber Benson (2002)
- Grind, regia di Casey La Scala (2003)
- Tre ragazzi e un bottino (Catch That Kid), regia di Bart Freundlich (2004)
- Spider-Man 2, regia di Sam Raimi (2004)
- Is That a Gun in Your Pocket?, regia di Matt Cooper (2016)

### Televisione
- Hometown – serie TV, 10 episodi (1985)
- Un salto nel buio (Tales from the Darkside) – serie TV, episodio 3x22 (1987)
- Avvocati a Los Angeles (L.A. Law) – serie TV, episodio 4x15 (1990)
- Svitati in divisa (Bakersfield P.D.) – serie TV, episodio 1x12 (1993)
- Frasier – serie TV, episodio 1x12 (1993)
- X-Files (The X-Files) – serie TV, episodio 1x16 (1994)
- Cybill – serie TV, episodio 1x09 (1995)
- Giuste sentenze (The Wright Verdicts) – serie TV, episodio 1x01 (1995)
- The Crew – serie TV, 21 episodi (1995-1996)
- The Practice - Professione avvocati (The Practice) – serie TV, episodio 1x06 (1997)
- Dharma & Greg – serie TV, episodio 1x12 (1997)
- Almost Perfect – serie TV, episodio 2x06 (1997)
- The Secret Diary of Desmond Pfeiffer – serie TV, 6 episodi (1998)
- Questione di stile (Style and Substance) – serie TV, episodio 1x12 (1998)
- Ragazze a Beverly Hills (Clueless) – serie TV, episodio 3x16 (1999)
- Ally McBeal – serie TV, episodio 2x11 (1999)
- Chicago Hope – serie TV, episodio 6x13 (2000)
- Il tocco di un angelo (Touched by an Angel) – serie TV, episodio 6x26 (2000)
- Nikki – serie TV, 11 episodi (2000-2002)
- The Guardian – serie TV, episodi 1x14-2x21 (2002-2003)
- Six Feet Under – serie TV, episodio 2x05 (2002)
- Crossing Jordan – serie TV, episodio 2x07 (2002)
- Settimo cielo (7th Heaven) – serie TV, episodio 8x15 (2004)
- Squadra Med - Il coraggio delle donne (Strong Medicine) – serie TV, episodio 4x22 (2004)
- Desperate Housewives – serie TV, 11 episodi (2004-2012)
- NYPD - New York Police Department (NYPD Blue) – serie TV, episodio 12x09 (2004)
- Veronica Mars – serie TV, episodio 2x05 (2005)
- Numb3rs – serie TV, episodio 2x19 (2006)
- Bones – serie TV, episodio 2x01 (2006)
- Law & Order - I due volti della giustizia (Law & Order) – serie TV, episodio 18x13 (2008)
- Ghost Whisperer - Presenze (Ghost Whisperer) – serie TV, episodi 5x03-5x04 (2009)
- Little Monk – serie web, episodi 1x03-1x09 (2009)
- Nip/Tuck – serie TV, episodio 6x14 (2010)
- American Horror Story – serie TV, 9 episodi (2011-2016)
- Mad Men – serie TV, 8 episodi (2012-2015)
- Anger Management – serie TV, episodio 1x10 (2012)
- Le regole dell'amore (Rules of Engagement) – serie TV, episodio 7x06 (2013)
- State of Affairs – serie TV, episodio 1x01 (2014)
- Looking – serie TV, episodio 2x09 (2015)
- Designated Survivor – serie TV, episodio 1x06 (2016)
- Crazy Ex-Girlfriend – serie TV, episodio 2x04 (2016)
- American Woman – serie TV, 4 episodi (2017)
- Penny Dreadful: City of Angels – serie TV, 5 episodi (2020)

## Doppiatrici italiane
Nelle versioni in italiano dei suoi lavori, Christine Estabrook è stata doppiata da:
- Lorenza Biella in Desperate Housewives, Ghost Whisperer - Presenze
- Aurora Cancian in Mad Men, American Horror Story
- Fabrizia Castagnoli in X-Files
- Alessandra Korompay in Bones
- Roberta Paladini in Law & Order - I due volti della giustizia
- Flavia Fantozzi in Nip/Tuck
- Cristina Boraschi in 9-1-1
- Angiola Baggi in Penny Dreadful: City of Angels